# Lista de chefes de Estado da República Democrática do Congo
Esta é uma lista de Chefes de Estado da República Democrática do Congo (anteriormente Zaire) desde a independência. O presidente atual é Félix Tshisekedi.

## Chefes de estado (1960-presente)
| №                                              | Retrato                        | Nome                              | Mandato                        | Mandato                             | Partido                        | Eleição                        |
| República do Congo (1960-1971)                 | República do Congo (1960-1971) | República do Congo (1960-1971)    | República do Congo (1960-1971) | República do Congo (1960-1971)      | República do Congo (1960-1971) | República do Congo (1960-1971) |
| ---------------------------------------------- | ------------------------------ | --------------------------------- | ------------------------------ | ----------------------------------- | ------------------------------ | ------------------------------ |
| 1                                              |                                | Joseph Kasa-Vubu (1915-1969)      | 1 de julho de 1960             | 24 de novembro de 1965 (Deposto)    | Abako                          | 1960                           |
| 2                                              |                                | Joseph-Désiré Mobuto (1930-1997)  | 24 de novembro de 1965         | 27 de outubro de 1971               | MPR                            | 1970                           |
| República do Zaire (1971-1997)                 |                                |                                   |                                |                                     |                                |                                |
| 2                                              |                                | Mobuto Sese Seko (1930-1997)      | 27 de outubro de 1971          | 16 de maio de 1997 (Deposto)        | MPR                            | 1977 1984                      |
| República Democrática do Congo (1997-presente) |                                |                                   |                                |                                     |                                |                                |
| 3                                              |                                | Laurent-Désiré Kabila (1939-2001) | 16 de maio de 1997             | 16 de janeiro de 2001 (Assassinado) | AFDL                           | —                              |
| Interino                                       |                                | Eddy Kapend (n.1960)              | 16 de janeiro de 2001          | 17 de janeiro de 2001               | AFDL                           | —                              |
| 4                                              |                                | Joseph Kabila (n.1971)            | 17 de janeiro de 2001          | 24 de janeiro de 2019               | PPRD                           | 2006 2011                      |
| 5                                              |                                | Félix Tshisekedi (n.1963)         | 24 de janeiro de 2019          | Presente                            | UPDS                           | 2018                           |